# Pinus virginiana
Espèce
Statut de conservation UICN

 LC  : Préoccupation mineure
Pinus virginiana est une espèce de conifères de la famille des Pinaceae.

## Répartition

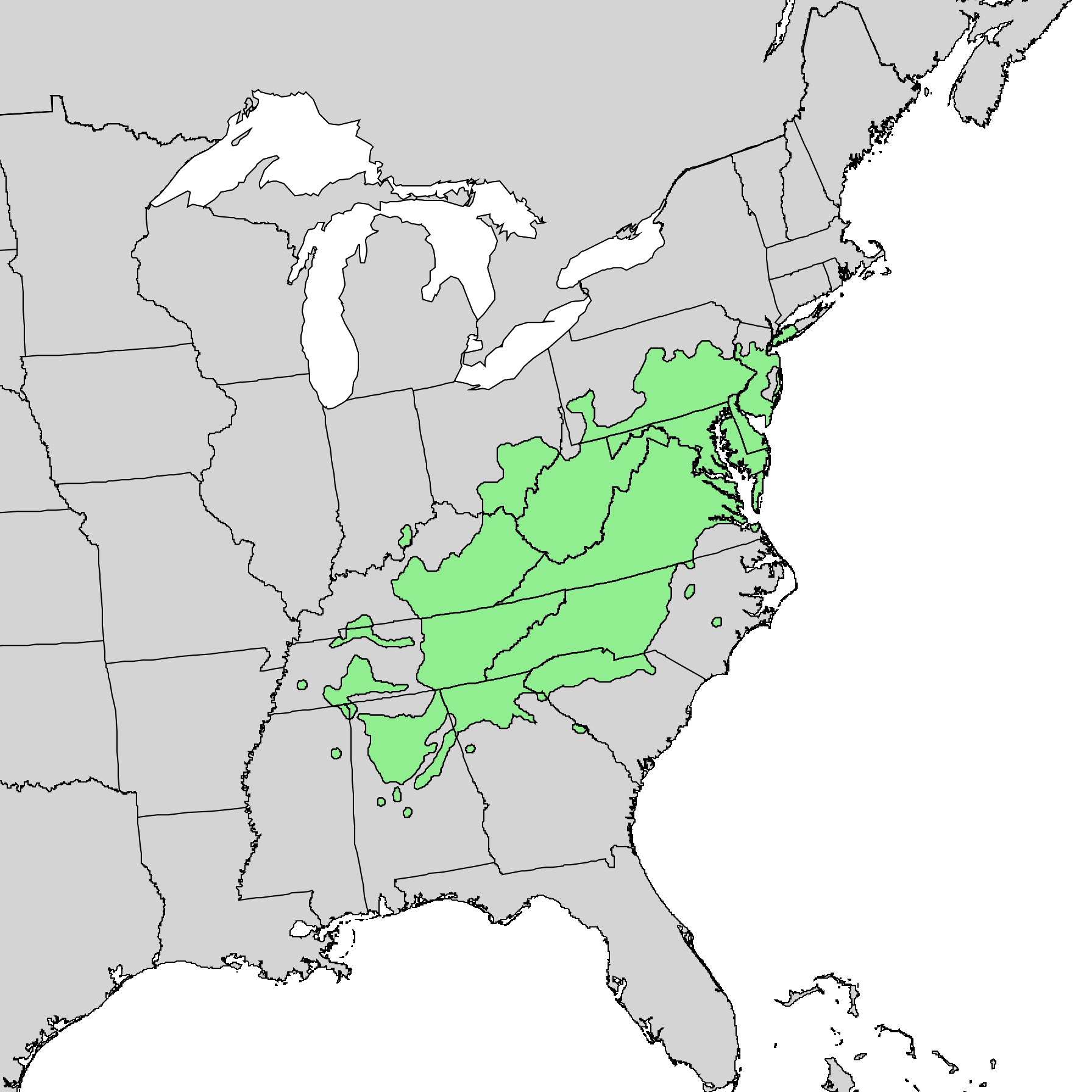
Carte de répartition de Pinus virginiana.

Pinus virginiana se trouve dans l’est des États-Unis. 

## Liste des variétés
Selon Tropicos (8 août 2014) :
- variété Pinus virginiana var. echinata (Mill.) Du Roi